# كنيسة التجلي (زايمو-أوبريف)
كنيسة التجلي (تجلي المسيح) (بالروسية: Церковь Спаса Преображения)، هي كنيسة روسية أرثوذكسية تقع في قرية زايمو-أوبريف، منطقة أزوفسكي، روستوف أوبلاست، روسيا، تم تشييدها سنة 1910.
تعتبر معلمة من معالم التراث الثقافي الروسي.

## تاريخ
تم الانتهاء من تشييد كنيسة تجلي المخلص في زايمو-أوبريف في سنة 1910، (ووفقا لمصادر أخرى، كان ذلك سنة 1909)، وقد أشرف على تشييدها المهندس المعماري ستودنيكين على نمط العمارة البيزنطية.
يصل ارتفاع الكنيسة 35.5 مترا (مع الصليب على القبة)، و 21 مترا في العرض. في السنوات الأولى بعد التشييد، زارها نحو ثلاثة آلاف من الرعية.
خلال الحقبة السوفياتية، تم تدمير مبنى الكنيسة جزئيا (مع تلف برج الجرس أيضا)، وتم استخدام الجزء غير المنقطع كمخزن للحبوب.
بدأ تجديد الكنيسة في عام 1989. وتم بناء حجرة الطعام وفتح مدارس الأحد.
في عام 1992، تم إدراج الكنيسة رسميا ضمن التراث الثقافي الروسي.
ومنذ عام 2014، يجري العمل على استعادة الديكور الداخلي للكنيسة.